# Primera División de Chipre 2019-20
La temporada 2019-2020 de la Liga de Chipre fue la 81.ª temporada del máximo evento del fútbol profesional en Chipre. La temporada comenzó el 23 de agosto de 2019 y terminó el 15 de mayo de 2020. El actual campeón defensor fue el APOEL Nicosia.
El 15 de mayo, la liga fue abandonada debido a la Pandemia por COVID-19. No hubo campeón ni descensos, ampliándose la liga a 14 equipos para la próxima temporada

## Ascensos y descensos
| Posición | Descensos de la Primera División de Chipre 2018-2019 |
| -------- | ---------------------------------------------------- |
| 11º      | Alki Oroklini                                        |
| 12º      | Ermis Aradippou                                      |

| Posición | Ascensos de la Segunda División de Chipre 2018-19 |
| -------- | ------------------------------------------------- |
| 1º       | Ethnikos Achnas                                   |
| 2º       | Olympiakos Nicosia FC                             |

## Sistema de competición
Los doce equipos participantes jugaron entre sí todos contra todos dos veces totalizando 22 partidos cada uno, al término de la fecha 22 los seis primeros clasificados pasaron a integrar el Grupo campeonato, mientras que los seis últimos integraron el Grupo descenso.
Debido a que la temporada se abandono no se pudo completar
En el grupo campeonato, solo se llegó a disputar una jornada, el primer clasificado obtuvo un cupo para la Primera ronda de la Liga de Campeones 2020-21, el segundo obtuvo un cupo para la Segunda ronda de la Liga Europa 2020-1, mientras que el tercero y el cuarto se clasificaron a la Primera ronda
En el grupo descenso, solo se llegó a disputar una jornada, no hubo descensos para esta temporada

## Equipos participantes
| Club                   | Ciudad    | Estadio                      | Capacidad |
| ---------------------- | --------- | ---------------------------- | --------- |
| AC Omonia Nicosia      | Nicosia   | GSP Stadium                  | 22.859    |
| AEK Larnaca            | Larnaca   | AEK Arena                    | 7.400     |
| AEL Limassol           | Limassol  | Estadio Tsirio               | 13.331    |
| Anorthosis Famagusta   | Larnaca   | Estadio Antonis Papadopoulos | 10.230    |
| APOEL Nicosia          | Nicosia   | Estadio GSP                  | 22.859    |
| Apollon Limassol       | Limassol  | Estadio Tsirio               | 13.331    |
| Doxa Katokopias        | Katokopia | Estadio Ammochostos          | 5.500     |
| Enosis                 | Paralimni | Estadio Paralimni            | 5.800     |
| Ethnikos Achnas        | Achna     | Estadio Dasaki               | 7.000     |
| Nea Salamina Famagusta | Larnaca   | Ammochostos Stadium          | 5.500     |
| Olympiakos Nicosia FC  | Nicosia   | Estadio Makario              | 16.000    |
| Pafos FC               | Pafos     | Estadio Pafiako              | 9.394     |

## Temporada regular

### Tabla de posiciones
| Pos. | Equipo                 | Pts. | PJ | G  | E | P  | GF | GC | Dif. | Clasificación 2019-20    |
| ---- | ---------------------- | ---- | -- | -- | - | -- | -- | -- | ---- | ------------------------ |
| 1    | Omonia Nicosia         | 43   | 22 | 12 | 7 | 3  | 31 | 13 | +18  | Ronda por el campeonato  |
| 2    | Anorthosis Famagusta   | 43   | 22 | 13 | 4 | 5  | 42 | 21 | +21  | Ronda por el campeonato  |
| 3    | APOEL Nicosia          | 39   | 22 | 11 | 6 | 5  | 35 | 15 | +20  | Ronda por el campeonato  |
| 4    | Apollon Limassol       | 38   | 22 | 12 | 2 | 8  | 38 | 29 | +9   | Ronda por el campeonato  |
| 5    | AEK Larnaca            | 35   | 22 | 9  | 8 | 5  | 36 | 26 | +10  | Ronda por el campeonato  |
| 6    | AEL Limassol           | 31   | 22 | 8  | 7 | 7  | 27 | 26 | +1   | Ronda por el campeonato  |
| 7    | Pafos                  | 30   | 22 | 8  | 6 | 8  | 26 | 26 | 0    | Ronda por la permanencia |
| 8    | Nea Salamina Famagusta | 25   | 22 | 7  | 4 | 11 | 25 | 36 | −11  | Ronda por la permanencia |
| 9    | Olympiakos Nicosia     | 24   | 22 | 5  | 9 | 8  | 27 | 34 | −7   | Ronda por la permanencia |
| 10   | Enosis Neon Paralimni  | 22   | 22 | 5  | 7 | 10 | 28 | 42 | −14  | Ronda por la permanencia |
| 11   | Ethnikos Achnas        | 20   | 22 | 5  | 5 | 12 | 29 | 44 | −15  | Ronda por la permanencia |
| 12   | Doxa Katokopias        | 11   | 22 | 2  | 5 | 15 | 13 | 45 | −32  | Ronda por la permanencia |

Actualizado a los partidos jugados el 2 de marzo de 2020.
 Fuente: Soccerway

### Tabla de resultados cruzados
| Local \ Visitante      | AEK | AEL | ANO | APO | APL | DOX | ENO | ETH | NEA | OLY | OMO | PAF |
| ---------------------- | --- | --- | --- | --- | --- | --- | --- | --- | --- | --- | --- | --- |
| AEK Larnaca            | —   | 3–1 | 1–2 | 1–0 | 0–0 | 2–1 | 4–4 | 5–1 | 0–0 | 0–0 | 2–2 | 1–0 |
| AEL Limassol           | 1–1 | —   | 0–0 | 2–1 | 2–0 | 1–0 | 2–0 | 4–1 | 1–2 | 0–0 | 1–1 | 2–0 |
| Anorthosis Famagusta   | 1–2 | 2–0 | —   | 1–0 | 3–1 | 3–0 | 5–1 | 2–1 | 3–2 | 4–0 | 0–0 | 2–0 |
| APOEL Nicosia          | 0–0 | 3–0 | 0–0 | —   | 4–1 | 2–0 | 4–0 | 2–0 | 2–1 | 4–2 | 0–0 | 3–0 |
| Apollon Limassol       | 3–1 | 1–2 | 2–0 | 1–1 | —   | 3–2 | 0–1 | 3–2 | 4–1 | 3–1 | 2–1 | 3–2 |
| Doxa Katokopias        | 0–1 | 2–2 | 0–6 | 0–3 | 0–1 | —   | 1–3 | 1–1 | 0–0 | 2–6 | 0–2 | 0–4 |
| Enosis Neon Paralimni  | 2–1 | 2–2 | 1–2 | 2–3 | 0–3 | 1–0 | —   | 3–4 | 0–1 | 3–0 | 0–2 | 1–1 |
| Ethnikos Achnas        | 2–5 | 0–1 | 5–0 | 0–0 | 1–0 | 1–1 | 2–2 | —   | 2–0 | 0–1 | 1–2 | 0–3 |
| Nea Salamina Famagusta | 1–0 | 3–2 | 2–2 | 0–3 | 1–3 | 0–1 | 1–1 | 3–2 | —   | 3–2 | 0–3 | 1–2 |
| Olympiakos Nicosia     | 2–2 | 1–1 | 2–1 | 2–0 | 0–2 | 1–1 | 0–0 | 4–0 | 0–3 | —   | 0–2 | 1–1 |
| Omonia Nicosia         | 3–2 | 1–0 | 1–0 | 0–0 | 1–0 | 2–0 | 3–0 | 1–2 | 2–0 | 1–1 | —   | 0–0 |
| Pafos                  | 0–2 | 2–0 | 0–3 | 2–0 | 3–2 | 0–1 | 1–1 | 1–1 | 1–0 | 1–1 | 2–1 | —   |

## Ronda por el campeonato

### Clasificación
| Pos. | Equipo               | Pts. | PJ | G  | E | P | GF | GC | Dif. | Clasificación 2020–21                 |
| ---- | -------------------- | ---- | -- | -- | - | - | -- | -- | ---- | ------------------------------------- |
| 1    | Omonia Nicosia (C)   | 46   | 23 | 13 | 7 | 3 | 34 | 13 | +21  | Primera ronda de la Liga de Campeones |
| 2    | Anorthosis Famagusta | 46   | 23 | 14 | 4 | 5 | 45 | 21 | +24  | Segunda ronda de la Liga Europea      |
| 3    | APOEL Nicosia        | 40   | 23 | 11 | 7 | 5 | 36 | 16 | +20  | Primera ronda de la Liga Europea      |
| 4    | Apollon Limassol     | 39   | 23 | 12 | 3 | 8 | 39 | 30 | +9   | Primera ronda de la Liga Europea      |
| 5    | AEK Larnaca          | 35   | 23 | 9  | 8 | 6 | 36 | 29 | +7   |                                       |
| 6    | AEL Limassol         | 31   | 23 | 8  | 7 | 8 | 27 | 29 | −2   |                                       |

Actualizado a los partidos jugados el 15 de abril de 2020.
 Fuente: Soccerway

### Tabla de resultados cruzados
| Local \ Visitante    | AEK | AEL | ANO | APO | APL | OMO |
| -------------------- | --- | --- | --- | --- | --- | --- |
| AEK Larnaca          | —   | —   | —   | —   | —   | —   |
| AEL Limassol         | —   | —   | —   | —   | —   | 0–3 |
| Anorthosis Famagusta | 3–0 | —   | —   | —   | —   | —   |
| APOEL Nicosia        | —   | —   | —   | —   | —   | —   |
| Apollon Limassol     | —   | —   | —   | 1–1 | —   | —   |
| Omonia Nicosia       | —   | —   | —   | —   | —   | —   |

## Ronda por la permanencia

### Tabla de posiciones
| Pos. | Equipo                 | Pts. | PJ | G | E  | P  | GF | GC | Dif. |
| ---- | ---------------------- | ---- | -- | - | -- | -- | -- | -- | ---- |
| 1    | Pafos                  | 30   | 23 | 8 | 6  | 9  | 26 | 28 | −2   |
| 2    | Nea Salamina Famagusta | 26   | 23 | 7 | 5  | 11 | 27 | 38 | −11  |
| 3    | Olympiakos Nicosia     | 25   | 23 | 5 | 10 | 8  | 28 | 34 | −6   |
| 4    | Enosis Neon Paralimni  | 23   | 23 | 5 | 8  | 10 | 28 | 43 | −15  |
| 5    | Ethnikos Achnas        | 21   | 23 | 5 | 6  | 12 | 31 | 46 | −15  |
| 6    | Doxa Katokopias        | 14   | 23 | 3 | 5  | 15 | 15 | 45 | −30  |

Actualizado a los partidos jugados el 12 de abril de 2020.
 Fuente: Soccerway

### Tabla de resultados cruzados
| Local \ Visitante      | DOX | ENO | ETH | NEA | OLY | PAF |
| ---------------------- | --- | --- | --- | --- | --- | --- |
| Doxa Katokopias        | —   | —   | —   | —   | —   | 2–0 |
| Enosis Neon Paralimni  | —   | —   | —   | —   | 1–1 | —   |
| Ethnikos Achnas        | —   | —   | —   | —   | —   | —   |
| Nea Salamina Famagusta | —   | —   | 2–2 | —   | —   | —   |
| Olympiakos Nicosia     | —   | —   | —   | —   | —   | —   |
| Pafos                  | —   | —   | —   | —   | —   | —   |

## Máximos goleadores
Actualizado el 9 de marzo de 2020. 
| Pos | Jugador              | Equipo                 | Goles |
| --- | -------------------- | ---------------------- | ----- |
| 1   | Ivan Tričkovski      | AEK Larnaca            | 20    |
| 2   | Rubén Rayos          | Anorthosis Famagusta   | 14    |
| 2   | Kingsley Onuegbu     | Nea Salamina Famagusta | 14    |
| 4   | Matt Derbyshire      | Omonia Nicosia         | 13    |
| 5   | Emilio Zelaya        | Apollon Limassol       | 8     |
| 6   | Demetris Theodorou   | Enosis Neon Paralimni  | 7     |
| 7   | Panagiotis Zachariou | Olympiakos Nicosia     | 6     |
| 7   | Nika Katcharava      | Anorthosis Famagusta   | 6     |
| 7   | Jovan Kostovski      | Ethnikos Achnas        | 6     |
| 7   | Linus Hallenius      | APOEL Nicosia          | 6     |